# Teià (kommun)
Teià är en kommun i Spanien.   Den ligger i provinsen Província de Barcelona och regionen Katalonien, i den östra delen av landet, 500 km öster om huvudstaden Madrid. Antalet invånare är 6 154. Arean är 6,6 kvadratkilometer. Teià gränsar till Alella, El Masnou, Vallromanes och Premià de Dalt. 
Terrängen i Teià är platt söderut, men norrut är den kuperad.